# W. Wolfgang Holdheim
W. Wolfgang Holdheim (* 4. August 1926 in Berlin; † 12. November 2016 in Reston) war ein deutsch-amerikanischer Romanist und Komparatist.

## Leben
Wolfgang Wilhelm Holdheim (später: William Wolfgang Holdheim oder W. Wolfgang Holdheim) wuchs als Sohn eines jüdischen Fabrikbesitzers in Berlin auf. 1939 emigrierte er mit den Eltern (die dort 1942 verhaftet und deportiert wurden) in die Niederlande. Er entging der Deportation und emigrierte 1947 in die Vereinigten Staaten. Dort studierte er an der University of California, Los Angeles französische Literatur. Nach Erreichen des Magistergrades wechselte er 1951 zu Henri Peyre und Erich Auerbach an die Yale University, erlangte 1953 die Staatsangehörigkeit und wurde 1956 promoviert (PhD). Seine Laufbahn als Hochschullehrer führte ihn über die Ohio State University (1955–1957), die Brandeis University (1957–1964) und die Washington University in St. Louis an die Cornell University, wo er von 1969 bis 1990 als Frederick J. Whiton Professor of Comparative Literature and Romance Studies lehrte.

## Veröffentlichungen (Auswahl)
- Gide and Nietzsche. PhD Yale 1955.
- Benjamin Constant. Bowes and Bowes, London 1961.
- Theory and practice of the novel. A study on André Gide. Droz, Genf 1968.
- Der Justizirrtum als literarische Problematik. Vergleichende Analyse eines erzählerischen Themas. De Gruyter, Berlin 1969.
- (Übersetzer) Max Scheler: Ressentiment. Schocken, New York 1972.
- Die Suche nach dem Epos. Der Geschichtsroman bei Hugo, Tolstoi und Flaubert. Winter, Heidelberg 1978.
- The Hermeneutic mode. Essays on time in literature and literary theory. Cornell University Press, Ithaca 1984.